# Skępe (gromada)
Skępe – dawna gromada, czyli najmniejsza jednostka podziału terytorialnego Polskiej Rzeczypospolitej Ludowej w latach 1954–1972.
Gromady, z gromadzkimi radami narodowymi (GRN) jako organami władzy najniższego stopnia na wsi, funkcjonowały od reformy reorganizującej administrację wiejską przeprowadzonej jesienią 1954 do momentu ich zniesienia z dniem 1 stycznia 1973, tym samym wypierając organizację gminną w latach 1954–1972.
Gromadę Skępe z siedzibą GRN w Skępem (wówczas wsi) utworzono – jako jedną z 8759 gromad na obszarze Polski – w powiecie lipnowskim w woj. bydgoskim, na mocy uchwały nr 24/8 WRN w Bydgoszczy z dnia 5 października 1954. W skład jednostki wszedł obszar zniesionej gminy Skępe (obejmującej samo Skępe z Wymyślinem) oraz kolonie Kujawy i Zajeziorze z dotychczasowej gromady Ławiczek ze zniesionej gminy Narutowo w tymże powiecie. Dla gromady ustalono 25 członków gromadzkiej rady narodowej.
31 grudnia 1959 do gromady Skępe włączono wsie Wioska, Żagno, Józefkowo, Pokrzywnik i Jarczewo oraz miejscowości Kierz, Stara Baba, Łachita i Narutowo ze zniesionej gromady Wioska, a także wsie Huta, Obóz i Ławiczek ze zniesionej gromady Huta, w tymże powiecie.
31 grudnia 1961 do gromady Skępe włączono obszar zniesionej gromady Łąkie oraz część wsi Chodorążek o powierzchni 62,32 ha (9 gospodarstw rolnych) z gromady Karnkowo w tymże powiecie.
1 stycznia 1969 do gromady Skępe włączono obszary zniesionych gromad Kukowo i Wólka w tymże powiecie; z gromady Skępe wyłączono natomiast sołectwo Lubówiec o ogólnej powierzchni 643 ha, włączając je do gromady Karnkowo w tymże powiecie.
Gromada przetrwała do końca 1972 roku, czyli do kolejnej reformy gminnej. 1 stycznia 1973 w powiecie lipnowskim reaktywowano zniesioną w 1932 roku gminę Skępe (istniejąca w latach 1932–54 gmina Skępe składała się z samego Skępego i Wymyślina).